# 星野陽子
星野 陽子（ほしの ようこ）は、元アイドル、ヌードモデル。神奈川県出身。
高校在学中に「1987 第2回ロッテCMアイドルは君だ!コンテスト」で入賞し、「美少女隊」としてデビュー。雑誌大海賊などに水着グラビアで登場。高校卒業と同時にヌードになる。雑誌「Beppin」（英知出版）などで広く人気を集めた。1992年には小松美幸とともに共同石油のカレンダーガールに起用された。その後ヌードをやめ、Vシネマなどに出演した。

## イメージビデオ
- 夏が来る前に
- お星様キラリ
- それぞれの課外授業 （オムニバス）

## Vシネマ
- Bバージン キングレコード 1992.04.22 80分 カラー

## 写真集
- 南十字星
- Present
- WHITE ALBUM